# Scandinavian Metal Attack
Scandinavian Metal Attack – split heavymetalowych zespołów Oz, Trash, Bathory, Spitfire, Zero Nine

## Lista utworów
1. Oz – „Fire in the Brain” – 2:56
2. Trash – „Watch Out” – 4:58
3. Bathory – „Sacrifice” – 4:15
4. Spitfire – „Eyes of Storm” – 5:29
5. Zero Nine – „Under the Sun” – 3:37
6. Trash – „No More Rock Tonight” – 3:43
7. Zero Nine – „Walk Away” – 3:57
8. Oz – „Search Lights” – 3:20
9. Spitfire – „Crazy Living” – 3:52
10. Bathory – „The Return of Darkness and Evil” – 4:55